# You Should See the Rest of the Band
| Recensione | Giudizio |
| ---------- | -------- |
| AllMusic   |          |

You Should See the Rest of the Band è un album live a nome della David Bromberg Band, pubblicato dalla Fantasy Records nel 1980.

## Tracce
Lato A
1. Key to the Highway – 3:00 (Charles Segar, Big Bill Broonzy)
2. Helpless Blues – 5:27 (David Bromberg)
3. Sharon – 10:21 (David Bromberg)

Durata totale: 18:48
Lato B
1. As the Years Go Passing By – 6:22 (Deadric Malone (Don Robey))
2. Solid Gone – 4:45 (David Bromberg)
3. Yankees Revenge (Medley) – 4:57 (Tradizionale, arr. David Bromberg, Billy Novick, Jay Unger)

Durata totale: 16:04

## Musicisti
- David Bromberg - voce solista, chitarra elettrica solista, chitarra acustica solista, fiddle
- Peter Ecklund - cornetta, tromba, flicorno, arrangiamenti strumenti a fiato
- Peter Ecklund - tromba solista (brano: Solid Gone)
- Curtis Linberg - trombone
- Garth Hudson - accordion (brano: Solid Gone)
- Garth Hudson - organo (brano: As the Years Go Passing By)
- Dick Fegy - chitarre
- Dick Fegy - mandolino (brano: Solid Gone)
- Dick Fegy - chitarra elettrica (primo assolo) (brani: Key to the Highway e As the Years Go Passing By)
- George Kindler - mandolino (brano: Solid Gone)
- George Kindler - violino elettrico (brano: As the Years Go Passing By)
- George Kindler - fiddle
- Hugh McDonald - basso, voce
- Lance Dickerson - batteria, voce

Note aggiuntive
- David Bromberg - produttore
- Tom Flye - produttore
- Richard Giordano - assistente alla produzione
- Tom Flye - ingegnere del suono
- Nyva Lark - assistente ingegnere del suono
- Bernie Grundman - masterizzazione[2]